# Клюквин, Александр Владимирович
Алекса́ндр Влади́мирович Клю́квин (род. 26 апреля 1956, Иркутск) — советский и российский актёр театра и кино, мастер озвучивания, чтец, диктор, Заслуженный артист Российской Федерации (1993). Народный артист Российской Федерации (2004). Лауреат премии Правительства РФ (2008).

## Биография
Родился 26 апреля 1956 года в Иркутске, в семье военнослужащего и учительницы. Отец Александра в качестве военного советника служил в начале 1970-х годов в Сирии.
Толчком в становлении его как актёра стал школьный КВН, где он, будучи учеником десятого класса, сыграл роль средней головы Змея Горыныча. Затем читал «Баню» Михаила Зощенко на школьном вечере.
После окончания средней школы в 1973 году некоторое время работал слесарем-сборщиком мотоциклов на конвейере Завода имени В. А. Дегтярёва в городе Коврове. 9 месяцев работал монтировщиком сцены во МХАТе.
Первый учитель мастерства — Михаил Юрьевич Романенко-Кушковский — театральный художник, актёр и педагог, у которого Клюквин занимался до поступления в институт и после этого ещё много лет приходил к нему.
В 1978 году окончил Высшее театральное училище (институт) имени М. С. Щепкина (курс Михаила Царёва) при Государственном академическом Малом театре России в Москве и был принят в труппу этого театра, в котором служит по настоящее время.
На дублирование попал случайно. Когда в Останкино снимался спектакль Малого театра с его участием, во время перерыва к нему подошёл коллега по сцене Дмитрий Назаров и предложил принять участие в дубляже мультсериалов «Пчела Майя» и «Утиные истории», где он озвучил небольшие роли. Позже его стали приглашать на другие роли в дубляже и озвучивании.
Голосом актёра, в частности, говорят Бернар Фарси, Роберт де Ниро и Аль Пачино, лейтенант Коломбо из одноимённого сериала (перевод «ОРТ»), герои мексиканских и бразильских сериалов, умывальник в рекламе стирального порошка «Миф». Любимой ролью Клюквина является Альф. Озвучивает анонсы на канале «Совершенно секретно», предвыборные ролики СЛОН 2003 года, СПС 2007 года и ЛДПР 2016 и 2018 годов. Записывает аудиокниги.
Актёр дубляжа Дмитрий Филимонов про Клюквина сказал следующее:
… Однажды мы работали с Сашей Клюквиным, так он умудрялся во время записи в одной руке держать чашку с чаем, другой разгадывать кроссворд, читать текст с первого дубля, да ещё и исправлять смысловые ошибки, которые допустил переводчик. Как он это делал, я не представляю.
С июля 2000 года является официальным голосом телеканала «РТР» (с 2002 года — «Россия»).
Снимается в кино и на телевидении. Среди фильмов с его участием — «Бывший папа, бывший сын», «Берег его жизни», «Маска и душа», сериалы: «Сезон охоты 2», «Ликвидатор», «Я — телохранитель», «На углу, у Патриарших 3», «Каменская 3», «Марш Турецкого 3», «Измены».
Играя во многих постановках, написал тексты песен к музыкальной комедии «Усилия любви», идущей на сцене филиала Малого театра. Работал над водевилем «Таинственный ящик» и мольеровским «Мнимым больным», также преподавал мастерство на актёрском факультете ВГИКа (курс В. М. Соломина). С 2011 по 2016 год в инсценировке и постановке А. Клюквина на сцене Малого театра выходил музыкальный спектакль «Дон Жуан» по драматической поэме А. К. Толстого — проект, жанр которого можно определить как мюзикл или рок-опера.

## Общественная позиция
Поддержал военное вторжение России на Украину.

## Семья и личная жизнь
Младшая сестра — Мария Клюквина (род. 27 апреля 1967), актриса кино и дубляжа.
Первая жена — однокурсница, прожили вместе 11 лет.
Вторая жена — Елена, прожили вместе 20 лет. Падчерица — Анна.
Третья жена — Тамара Николаевна (урождённая Алексеева; род. 16 августа 1985), заместитель руководителя репертуарного отдела Государственного академического Малого театра России. Дочь — Антонина (род. 24 декабря 2014).

## Творчество

### Роли на сцене Малого театра
Перечень ролей Александра Клюквина приводится согласно данным, опубликованным на сайте Малого театра.
- 1988 — «Ревизор» Н. В. Гоголя — Земляника
- 2003 — Дюпре, «Таинственный ящик» П. Каратыгина
- 2004 — Степан Степанович Чубуков, «Свадьба, свадьба, свадьба» А. П. Чехова
- 2005 — Беральд, «Мнимый больной» Ж. Б. Мольера, режиссёр С. Женовач
- 2017 — Бургомистр, «Визит старой дамы» Ф. Дюрренматта
- 2020 — Герберт Георг Бойтлер, «Физики» Ф. Дюрренматта
- 2021 — Карабас-Барабас, «Буратино» А. Толстого
- 2021 — Манилов, «Мёртвые души» Н. В. Гоголя[14]

Снятые с репертуара:
- 1978 — «Конёк-Горбунок» П. П. Ершова — Данила
- 1978 — «Признание» С. А. Дангулова — молодой человек
- 1978 — «Царь Фёдор Иоаннович» А. К. Толстого — стремянный
- 1978 — «Мамуре» Ж. Сармана — Гильом
- 1979 — «Берег» Юрия Бондарева — солдат
- 1979 — «Король Лир» Шекспира — герольд
- 1979 — «Женитьба Бальзаминова» А. Н. Островского — Неуедёнов
- 1981 — «Горе от ума» А. C. Грибоедова — Петрушка
- 1981 — «Любовь Яровая» К. А. Тренёва — солдат
- 1981 — «Целина» Л. И. Брежнева — тракторист
- 1981 — «Умные вещи» С. Я. Маршака — старый слуга
- 1981 — «Русские люди» К. М. Симонова — Семёнов
- 1981 — «Красавец мужчина» А. Н. Островского — слуга
- 1981 — «Без вины виноватые» А. Н. Островского — Иван
- 1982 — «Царь Фёдор Иоаннович» А. К. Толстого — Старков
- 1982 — «Беседы при ясной луне» В. М. Шукшина — Иван
- 1982 — «Ревизор» Н. В. Гоголя — слуга трактирный
- 1982 — «Вызов» Г. Маркова, Э. Шима — капитан милиции
- 1982 — «Целина» Л. И. Брежнева — Макарин
- 1983 — «Картина» Д. Гранина — Уваров
- 1983 — «Ревизор» Н. В. Гоголя — 1-й купец
- 1983 — «Ревнивая к себе самой» Т. де Молина — Вентура
- 1983 — «Король Лир» Шекспира — Куран
- 1983 — «Мой любимый клоун» В. Б. Ливанова — Роман
- 1983 — «Ревнивая к себе самой» Т. де Молина — Сентильяно
- 1983 — «Сирано де Бержерак» Э. Ростана — 1-й гвардеец
- 1983 — «Фома Гордеев» М. Горького — Ефим
- 1984 — «Живой труп» Л. Н. Толстого — Артемьев
- 1984 — «Царь Фёдор Иоаннович» А. К. Толстого — Голубь-сын
- 1985 — «Заговор Фиеско в Генуе» Шиллера — Сакко
- 1985 — «Из воспоминаний идеалиста» А. П. Чехова — Воробьёв-Соколов, Балалайкин
- 1985 — «Ревизор» Н. Гоголя — Абдулин
- 1986 — «Иван» А. Кудрявцева — фотокорреспондент
- 1986 — «Вишнёвый сад» А. П. Чехова — Яша
- 1987 — «Человек, который смеётся» В. Гюго — Шериф
- 1987 — «Из новостей этого дня» Г. Маркова, Э. Шима — Пташкин
- 1987 — «Обсуждению подлежит» А. Косенкова — Колюня
- 1987 — «Царь Фёдор Иоаннович» А. К. Толстого — князь Туренин
- 1987 — «Выбор» Ю. Бондарева — метрдотель
- 1987 — «Игра» Ю. Бондарева — Токарев
- 1987 — «Сирано де Бержерак» Э. Ростана — Карбон
- 1988 — «Берег» Ю. Бондарева — советский солдат
- 1988 — «Красавец-мужчина» А. Н. Островского — Олешунин
- 1988 — «Сирано де Бержерак» Э. Ростана — Рагно
- 1989 — «Доходное место» А. Н. Островского — Белогубов
- 1989 — «Хищники» А. Писемского — слуга
- 1989 — «Сирано де Бержерак» Э. Ростана — гвардеец
- 1990 — «И аз воздам» С. Кузнецова — Белобородов
- 1990 — «Князь Серебряный» А. К. Толстого — Басманов
- 1991 — «Кетхен из Хайльбронна» Г. Клейста — Фридрих фон Гернштадт
- 1991 — «Детоубийца» Ф. Горенштейна — Орлов
- 1992 — «Убийство Гонзаго» Н. Йорданова — палач
- 1992 — «Царь Иудейский» К. Романова — Симон Киринеянин
- 1994 — «Волки и овцы» А. Н. Островского — Павлин Савельич
- 1995 — «Пир победителей» А. И. Солженицына — парторг
- 1995 — «Горячее сердце» А. Н. Островского — Вася Шустрый
- 1995 — «Дикарка» А. Н. Островского, Н. Я. Соловьёва — Мальков
- 1996 — «Царь Борис» А. К. Толстого. Режиссёр: В. М. Бейлис — Салтыков
- 1996 — «Недоросль» Д. Фонвизина — Простаков
- 1996 — «Таланты и поклонники» А. Н. Островского — Бакин
- 1997 — Луп-Клешнин, «Царь Фёдор Иоаннович» А. К. Толстого
- 1998
  - Гватинара, «Тайны мадридского двора» Э. Скриба, Е. Легуве
  - Щебнев, «Свадьба Кречинского» по мотивам А. Сухово-Кобылина
  - Потрохов, «Трудовой хлеб» А. Н. Островского
  - Гофмаршал фон Кальб, «Коварство и любовь» Ф. Шиллера
  - Князь Голицын, «Царь Борис» А. К. Толстого, режиссёр В. Бейлис
- 2000 — 2-й член суда, «Воскресение» Л. Н. Толстого
- 2001 — Боркин, «Иванов» А. П. Чехова
- 2002
  - Городулин, «На всякого мудреца довольно простоты» А. Н. Островского
  - Глеб Меркулыч, «Правда — хорошо, а счастье лучше» А. Н. Островского
- 2004 — Прозоров, «Три сестры» А. П. Чехова
- 2009 — Маркиз де Шаррон, архиепископ города Парижа, «Мольер» («Кабала святош») М. А. Булгакова, режиссёр В. Н. Драгунов
- 2011 — Командор, «Дон Жуан» А. К. Толстого
- 2013 — Лепорелло, «Дон Жуан» А. К. Толстого
- 2015 — Рабурден, «Наследники Рабурдена» Э. Золя

### Фильмография
- 1984 — Берег его жизни — студент
- 1989 — Бывший папа, бывший сын — старший лейтенант Томилин
- 1991 — Дело Сухово-Кобылина — молодой человек в школе гимнастики
- 1994 — Петербургские тайны — граф Редерер
- 2001 — Сезон охоты 2 — «Кома», криминальный авторитет
- 2001 — Семейные тайны — участковый
- 2002 — Бригада — Бандит в кабинете у Артура Лапшина ("Люди гибнут за металл") В титрах не указан
- 2002 — Марш Турецкого 3 — Владимир Сергеевич Воронов, депутат
- 2002 — Маска и душа
- 2003 — Тотализатор — Раевский
- 2003 — На углу, у Патриарших 3 — Альберт Альфредович Хрипунов, («Хряпа»)
- 2003 — Каменская 3 — Евгений Якимов, сосед Соловьёва по дачному посёлку, убийца
- 2003 — Спас под берёзами — Орешин, отец Валеры
- 2003 — Стилет-2 — Александр Холин
- 2004 — Долгое прощание — Герман Владимирович Смурный, директор театра
- 2004 — Слепой — Одинцов
- 2004 — Ключи от бездны: Операция Голем — Кандагаров, генерал-лейтенант
- 2005 — Очарование зла — Роман Гуль
- 2005 — Клоунов не убивают — Золотницкий
- 2005 — Две судьбы-2. Голубая кровь — адвокат Сергей Данилович Зимовец
- 2005 — Две судьбы-3. Золотая клетка — адвокат Сергей Данилович Зимовец
- 2005 — Влюблённый агент. Не оставляйте надежду, маэстро!
- 2005 — Авантюристка — Андрей Бритнев
- 2006 — Солдаты 9 — Борис Фёдорович
- 2006 — Солдаты 10 — Борис Фёдорович
- 2006 — Прорыв — полковник Шевкунов
- 2006 — Одинокое небо — бизнесмен Пал Палыч
- 2006 — Трое сверху —  Пётр Андреевич Масленников, президент компании  (44 серия)
- 2007 — Папины дочки — теледоктор (18 серия)
- 2007 — Ничего личного — ночной гость
- 2007 — Комната с видом на огни — Малиновский
- 2007 — Колобков. Настоящий полковник! — Борис Фёдорович
- 2007 — 07-й меняет курс — директор ФСБ
- 2007 — Закон и порядок: Отдел оперативных расследований (фильм 1. «Феи») — Марченко
- 2007 — Я сыщик — Дмитрий Латышевский, врач
- 2007 — Я — телохранитель — Генрих Топаев
- 2008 — Убийство в дачный сезон — Евгеша
- 2008 — Солдаты. Дембельский альбом — Борис Фёдорович
- 2008 — Жизнь взаймы — Владимир Владимирович Адамов
- 2008 — Адмиралъ — премьер-министр Виктор Николаевич Пепеляев
- 2009 — Шёпот оранжевых облаков — спонсор Олег Нестеров
- 2009 — Танки грязи не боятся — Александров
- 2009 — Тайная стража. Смертельные игры
- 2009 — Суд — Андрей Ильич Лопатин
- 2009 — Десантура — подполковник
- 2009 — Вольф Мессинг: видевший сквозь время — Илья Петрович
- 2009 — Братаны — генерал-майор милиции Василий Андреевич Громов
- 2009 — Бомжиха 2 — бездомный художник Дмитрий
- 2009 — Адмиралъ (сериал) — премьер-министр Виктор Николаевич Пепеляев
- 2010 — Телохранитель 3 — отец Анны
- 2010 — Совет да любовь — Евлампий
- 2010 — Сердце капитана Немова — Фёдор Кумаков
- 2010 — Институт благородных девиц — генерал Пётр Ильич Шестаков
- 2010 — Ефросинья — Михаил Мартынов, читает продолжение серий
- 2011 — Группа счастья — шеф Полины (11-я серия)
- 2011 — Ельцин. Три дня в августе — Валентин Сергеевич Павлов
- 2011 — Товарищи полицейские — Михаил Львович Ноздрачёв, межрайонный прокурор (21-я и 25-я серии)
- 2013 — Бомбила. Продолжение — Нефёдов
- 2013 — Пётр Лещенко. Всё, что было… — Фёдор Иванович Шаляпин
- 2014 — Сердце звезды — Пименов, продюсер
- 2014 — Верь мне — Пётр Аристархович Глушков, отец Макса
- 2014 — Уйти, чтобы вернуться — Степан Григорьевич Кандауров, доктор
- 2015 — Измены — Олег Иванович, отец Славы
- 2017 — Калейдоскоп судьбы — Олег Иванович Лосев, отец Антона Лосева
- 2017 — Отчий берег — Иннокентий Михайлович
- 2018 — На пороге любви — Антон Васильевич Зорин
- 2018 — Домашний арест — Вениамин Игоревич Игнатьев, хозяин мясокомбината
- 2018 — Возмездие — Андрей Петрович Орлов
- 2018 — Ланцет — Егор Тимофеевич, заместитель министра
- 2020 — Драйв — Николаев
- 2020 — Волк — Максим Максимович Литвинов
- 2020 — Белый снег — Жаров, спортивный комментатор
- 2021 — Пропавшая — Виктор Павлович Шпилевой, сотрудник Следственного комитета
- 2021 — Угрюм-река — прокурор Черношварц
- 2022 — Оффлайн — Кротов
- 2022 — Без правил — Юрий Фёдорович Сальников, полковник полиции
- 2022 — Переговорщик — Николай Иванович Зимин, начальник колонии
- 2023 — Король и Шут — Юрий Михайлович Горшенёв, отец Михаила «Горшка» Горшенёва, майор погранвойск / Король Зазеркалья
- 2023 — Хоккейные папы — босс Шмелёва
- 2023 — ФК Родина — Краб, криминальный авторитет, муж Ирины
- 2023 — Наследство — Кравченко
- 2024 — Спойлер

#### Телеспектакли
- 1979 — Мамуре — Гильом, правнук Селины, кузен и жених Мари-Жозеф
- 1981 — Доходное место — Григорий
- 1983 — Умные люди — привратник
- 1984 — 1985 — АБВГДейка (выпуски «В школе», «О месте единиц и десятков», «Надоело, не хочу, не буду», «Математический турнир»)
- 1990 — …И аз воздам — Белобородов
- 1998 — Царь Пётр и Алексей — Иван Михайлович Орлов
- 2005 — Три сестры — Андрей Сергеевич Прозоров
- 2005 — Правда — хорошо, а счастье лучше — садовник Глеб Меркулыч

### Дубляж и закадровое озвучивание

#### Фильмы

##### Роберт Де Ниро
- 2000 — Военный ныряльщик — Билли Сандей[5][15]
- 2011 — Любовь: Инструкция по применению — Адриан[16]
- 2015 — Стажёр — Бен[17]
- 2019 — Джокер — Мюррей Франклин[17]

##### Бернар Фарси
- 2000 — Такси 2 — комиссар Жибер[16]
- 2003 — Такси 3 — комиссар Жибер[16]
- 2007 — Такси 4 — комиссар Жибер[16]

##### Другие фильмы
- 1988 — Близнецы (закадровый перевод СТС) — часть мужских ролей[16]
- 1997 — Лжец, лжец (закадровый перевод СТС) — Флетчер Рид (Джим Керри), часть мужских ролей[16]
- 1999 — Китайский сервиз — Ульрих[18]
- 2003 — Реальная любовь — Президент США (Билли Боб Торнтон)[16]
- 2016 — Люди Икс 2 — президент Маккенна (Коттер Смит)
- 2004 — А вот и Полли — Стэн Индурски (Алек Болдуин)[16]
- 2006 — Люди Икс: Последняя битва — Боливар Траск (Билл Дьюк)
- 2007 — Гарри Поттер и Орден Феникса — Аластор Грюм (Брендан Глисон)[19]
- 2010 — Неудержимые — Джеймс Монро (Эрик Робертс)[16]

#### Телесериалы
- 2002 — Дронго — Дронго (Ивар Калныньш)[20]
- 1996—2001 — Детектив Нэш Бриджес (закадровый перевод НТВ) — Нэш Бриджес (Дон Джонсон), мужские роли[6][16]
- 1994—2004 — Комиссар Рекс — мужские роли
- 1986—1990 — Альф (закадровый перевод киностудии «Фильм-Экспорт» по заказу  СТС и «AB-Video» по заказу ОРТ) — Альф[6][15][16][19]
- 1985—1989 — Спрут[прояснить][16]
- 1980—1988 — Частный детектив Магнум (закадровый перевод СТС) — все мужские роли[21]
- 1968—2003 — Коломбо — все мужские роли[6][15][16][19][22]

#### Мультсериалы
- 1975 — Пчела Майя[6] (дубляж РГТРК «Останкино») — Кузнечик Флип, Кузнечик Флап (брат-близнец Флипа), Таракан Клайд, Червяк Макс, Муравьиный Лев, термиты и муравьи
- 1985—1990 — Приключения мишек Гамми[6] (дубляж РГТРК «Останкино») — Толстун Гамми, герцог Игторн, гоблины в первых сериях, карпии (в серии «Гамми в позолоченной клетке»), тролли Нип и Так (в серии «Чудесное дерево»), эпизодические персонажи, читает названия всех серий и объявляет название сериала
- 1987 — Утиные истории[6] (дубляж ЦТ СССР) — Братья Гавс (Обжора, Балбес, Баззл Гавс); взрослый Вилли (в серии «Утята в будущем»); По де Гипноз (в серии «В поисках пропавшей арфы»); второстепенные и эпизодические персонажи
- 1987, 1990—1992 — Черепашки-ниндзя[9] (первый состав дубляжа: Корпорация «Видеофильм», студия «Дубль» по заказу телеканала «2×2», 68 серий) — Рафаэль, Бибоп, в ряде серий — Бакстер Стокман, Бёрн Томсон, Мамочка Шреддера, Багмен, Пинки Мак Фингерс, Большой Луи, Ллойд Циклоид.

#### Компьютерные игры
- 2004 — Человек-паук 2 — голос обучения[23]
- 2005 — Звёздное наследие — Неустрашимый[24]
- 2005 — Call of Duty 2 — закадровый голос[23]
- 2006 — Prey[25]
- 2007 — God of War II — Тесей, Икар[23]
- 2008 — Fallout 3 — закадровый голос[23]
- 2009 — Anno 1404 — закадровый голос[23]
- 2009 — Risen[26] — мастер Игнатий, друид Элдрик, рассказчик
- 2010 — Call of Duty: Modern Warfare 3[27] — президент России Борис Воршевский
- 2011 — Deus Ex: Human Revolution — Тонг Си Хунг[23][28]

### Озвучивание
- 2001 — Парижский антиквар — читает закадровый текст
- 2004 — Близнецы — читает закадровый текст
- 2009 — Кандагар — читает закадровый текст[16]
- 2009 — Адмиралъ (сериал) — читает закадровый текст

#### Мультфильмы
- 1994 — Зоки и Бада — Бада
- 1994 — Семь дней с Морси — Митрофан (1 серия)
- 2010 — Шатало — все мужские голоса

#### Документальные фильмы и телепередачи
- 2002, 2004 и 2006 — Форт Боярд — голос за кадром (Телеканал «Россия»)
- 2002—2010 — Криминальная Россия. Современные хроники, позже «Криминальные хроники» — голос за кадром (ТВС, затем «Первый канал»)[29]
- 2003—2006 — Публицистическая программа «Особая папка» — голос за кадром (ТВЦ)
- 2004—2005 — «Совершенно секретно. Информация к размышлению» — голос за кадром (НТВ)
- 2004 — «Отряд космических дворняг» («Россия»)
- 2004 — «Тайна смерти Дзержинского» («Россия»)
- 2005—2010 — «Суд идёт» — голос за кадром («Россия»)
- 2005—2009 — «Запредельные истории[англ.]» — закадровый голос, часть мужских ролей (Rambler Телесеть, ТНТ, ДТВ)
- 2005 — «Фрунзик Мкртчян. История одиночества» («Россия»)
- 2006 — «Владимир Басов. Дуремар и Красавицы» («Первый канал»)
- 2006—2014 — «Документальное кино Леонида Млечина» — голос за кадром (ТВ Центр)
- 2006 — «Евгений Леонов. Исповедь» («Первый канал»)
- 2006 — «Я вернусь… Игорь Тальков» («Россия»)
- 2006 — «Я — Чайка. Тайна актрисы Караваевой» («Россия»)
- 2006 — «Кремлёвские жены» (НТВ)
- 2006 — «Серёжа Парамонов. Советский Робертино Лоретти» («Россия»)
- 2006 — «Леонид Филатов. Я не могу больше жить» («Россия»)
- 2007 — «Лев Троцкий. Тайна мировой революции» («Россия»)
- 2007 — «Трагедия Фроси Бурлаковой» («Первый канал»)
- 2007 — «Цирковые трагедии» («ТВ Центр»)
- 2007—2008 — «Кремлёвские дети» (НТВ)
- 2008 — «Последний звонок Нестора Петровича. Михаил Кононов» («Россия»)
- 2008 — «Гениальный отшельник. Вечная музыка Шварца» («Россия»)
- 2008 — «Иван Грозный с душой Дон Кихота. Николай Черкасов» («Россия»)
- 2008—2009 — «Кремлёвские похороны» (НТВ)
- 2008 — «НТВ. Дни творения»
- 2009 — «История: наука или вымысел»
- 2009 — «Броня России»
- 2009 — «Сказочные красавицы. Жизнь после славы» («Россия»)
- 2010 — «Ударная сила» — голос за кадром (175 и 176 выпуски) («Первый канал»)
- 2010 — «В огнедышащей лаве любви. Светлана Светличная» («Россия-1»)
- 2010 — Л. Млечин: «Герои и жертвы холодной войны»
- 2010 — «Игры с призраками» («ТВ Центр»)
- 2011 — «Три жизни Виктора Сухорукова» («ТВ Центр»)
- 2012 — «Розы с шипами для Мирей Матье. Самая русская француженка» («Россия-1»)
- 2013 — «Большая перемена. Последняя любовь Генки Ляпишева» («Россия-1»)
- 2014 — «Красный флаг над Кишинёвом» (НТВ)
- 2014 — «Полицаи» (НТВ)
- 2015 — «Георгий Свиридов. Время, вперёд!» («Первый канал»)
- 2016 — «Цари океанов» («Первый канал»)
- 2017 — н.в. — «Вспомнить всё» — голос за кадром (ОТР)
- 2018 — «Диктор Советского Союза» («Россия-1»)
- 2022 — «Война империй» («Россия-1»)
- 2023 — «Имена нелегальной разведки» — голос за кадром («Первый канал»)

Также читал текст в документальных фильмах производства студии «Крылья России».

#### Радиопостановки
- Фёдор Достоевский. Дневник Писателя (Радио России, 2021 год)